# Oplitidae
Famille
Les Oplitidae  Johnston, 1968 sont une famille des acariens Uropodina. Elle compte près de 200 espèces en cinq genres.

## Classification
- Cariboplitis Sellnick, 1963 synonyme Pseudourodiscella Marais & Loots, 1981
- Latotutulioplitis Hirschmann, 1984
- Marginura Sellnick, 1926
- Oplitis Berlese, 1884 synonymes Baloghicyllibula ?, Chelonuropoda Sellnick, 1954, Cyllibula Berlese, 1916, Labyrinthuropoda Trägårdh, 1952, Urodiscella Berlese, 1905, Uroplitella Berlese, 1903 et Wagenaaria Bloszyk & Athias-Binche, 1986 préoccupé par Brennan 1967
- Wisniewskiioplitis Hirschmann, 1984